# Leif Nilsson (militär)
Jan Leif Arne Nilsson, född 31 juli 1933 i Ängelholms församling i Kristianstads län, är en svensk militär.

## Biografi
Nilsson avlade officersexamen vid Krigsskolan 1957 och utnämndes samma år till fänrik i armén. Han befordrades till kapten vid Jämtlands fältjägarregemente 1965, varefter han inträdde i Generalstabskåren 1970 och var detaljchef vid Försvarsstaben 1970–1972. Han befordrade till major i Generalstabskåren 1972 och tjänstgjorde vid Västerbottens regemente 1972–1977. År 1977 befordrades han till överstelöjtnant i Generalstabskåren, varefter han tjänstgjorde vid Värnpliktsverket 1974–1979: som avdelningschef 1974–1977 och som enhetschef 1977–1979. Åren 1979–1984 var han befälhavare för Kiruna försvarsområde tillika chef för Lapplands jägarregemente, befordrad till överste 1980. Han befordrades 1984 till överste av första graden och var från och med den 1 april 1984 till och med den 10 januari 1992 befälhavare för Jämtlands försvarsområde tillika chef för Jämtlands fältjägarregemente. Nilsson var konstituerad generalmajor och chef för svenska delegationen vid Neutrala nationernas övervakningskommission 1992–1993.